# 숭의과학기술고등학교
숭의과학기술고등학교(崇義科學技術高等學校)는 대한민국 광주광역시 남구 방림동에 있는 사립 고등학교이다.

## 학교 연혁
- 1959년 5월 21일 : 숭의실업고등기술학교 설립
- 1961년 3월 19일 : 숭의실업고등학교로 교명 변경
- 1961년 3월 25일 : 재단법인 숭의학원 설립인가
- 1977년 10월 11일 : 57학급으로 증설(주간 30학급, 야간 27학급)
- 1982년 7월 27일 : 숭신공업고등학교로 교명 변경
- 1986년 9월 1일 : 신축교사로 이전(현 방림동 소재)
- 1998년 5월 21일 : 주, 야간부 통합 및 학과 개편(화공과를 환경화공과로)
- 2000년 6월 30일 : 남, 여 공학 승인(2001학년도 신입생)
- 2006년 9월 29일 : 학과개편 보통과(인문계열) 5개 학급 신설
- 2007년 3월 1일 : 숭의고등학교로 교명 변경
- 2009년 4월 23일 : 학과 개편 및 학과명 변경(건축디자인과와 실내건축디자인과를 통합하여 건축인테리어디자인과로 변경, 컴퓨터응용기계과를 자동화시스템기계과로 변경, 컴퓨터전자전기과를 신재생에너지과로 변경, 자동차기계과를 자동차과로 변경, 환경화공과 폐과)
- 2012년 8월 30일 : 제21대 박선주 이사장 취임
- 2019년 3월 1일 : 숭의과학기술고등학교로 교명 변경
- 2021년 3월 1일 : 학과재구조화(조리제빵과, 부사관과)
- 2024년 1월 9일 : 제63회 졸업식(147명, 총 39,927명)
- 2024년 3월 4일 : 입학식(6개과, 8학급 176명)
- 2024년 9월 1일 : 제29대 박성우 교장 취임

## 설치 학과
- 전기과
- 자동차과
- 건축인테리어과
- 웹툰애니메이션과
- 부사관과
- 조리제빵과
- 스마트드론전자과

## 참고 자료
- 숭의과학기술고등학교 - 한국교육학술정보원 학교알리미